# Helligt blod, hellig gral
Helligt blod, hellig gral (originaltitel The Holy Blood and the Holy Grail) er en kontroversiel bog af Michael Baigent, Richard Leigh og Henry Lincoln, som var baseret for en stor parts vedkommende på Pierre Plantards Prieuré de Sion (dansk: Sions Priorat).
Bogen blev først udgivet i 1982 af Jonathan Cape i London og udkom i en illustreret og indbundet udgave i 2005.
Den første danske udgave med titlen Det hellige blod og den hellige Gral : Mysteriet om Tempelherrerne og Jesu efterkommere udkom samme år som originalen, 1982, på Bogans Forlag.

## Teorier
Bogen indeholder teorier om en århundredgammel international organisation, kaldet Prieuré de Sion, der bl.a. gennem Tempelherreordenen har arbejdet for at indsætte Jesu efterkommere, Merovinger-slægten, på Europas trone.
Forfatterne af Helligt blod, hellig gral hævder, at deres forskning i den tidlige historie afslører, at Jesus muligvis ikke døde på korset, men giftede sig med Maria Magdalene, der undslap til Frankrig og muligvis fødte en datter, Sarah. På den måde argumenteres det for, at Jesus blev far til børn med en linje af efterkommere, der fortsat eksisterer, samt at kristendommens bedst bevogtede hemmelighed blev opdaget på pergamenter i Sydfrankrig for over hundrede år siden.
Derved antaster bogen opbygningen og retfærdiggørelsen af den kristne kirke, der er opstartet i forbindelse med apostlen Peters lære, i stedet for at bygge på Jesus Kristus' sande slægt.
Som mulige efterkommere af Jesus nævner bogen blandt mange andre prins Henrik. Det førte i Danmark til at en række aviser gav sagen særlig omtale. Politiken satte således denne hypotese på forsiden - og uden at latterliggøre den.

## Plagiatsag
Helligt Blod, Hellig Gral har vakt opsigt verden over. Bogen blev en international bestseller og udgjorde Dan Browns vigtigste inspirationskilde, da han skrev Da Vinci Mysteriet. Selvom forfatterne til Helligt blod, hellig gral præsenterede deres bog som faglitteratur, anlagde de senere sag mod Dan Brown for at have stjålet deres plot, da Da Vinci Mysteriet fik stor succes. Sagen endte med et nederlag i retten i London i 2006.